# バニラ気分!
『バニラ気分!』（バニラきぶん）は、フジテレビで2005年4月9日から2009年9月26日まで毎週土曜日の昼に放送されたオムニバス形式のバラエティ番組の枠名である。
同局でこれまで放送された『水10!』や、『23 SATURDAY DREAM SHOW』→『ブンブンサタデー』などのように、2部構成として放送されていた。番組構成は4年半にわたり、前半が松平健らによる『マツケン・今ちゃん・オセロのGO!GO!サタ』、後半が嵐の番組（参照）という構成だった。
嵐による『VS嵐』がゴールデン昇格により終了した翌週（当番組枠最終回）は、「オセロのGO!GO!サタ最終回SP」を放送。

## 番組構成
- 12時00分〜12時59分（2006年9月までは、〜13時15分）
  - マツケン・今ちゃん・オセロのGO!GO!サタ - 出演者：松平健、今田耕司、オセロ（中島知子、松嶋尚美）
- 12時59分〜13時30分（2006年9月までは、13時15分〜13時56分）
  - まごまご嵐（2005年4月9日〜2007年10月13日） - 出演者：嵐 (大野智・櫻井翔・相葉雅紀・二宮和也・松本潤)
  - GRA（2007年10月20日〜2008年3月29日） - 出演者：嵐 (大野智・櫻井翔・相葉雅紀・二宮和也・松本潤)、松居一代、柳原可奈子、伊藤利尋（フジテレビアナウンサー）
  - VS嵐（2008年4月12日〜2009年9月19日） - 出演者：嵐 (大野智・櫻井翔・相葉雅紀・二宮和也・松本潤)、伊藤利尋 (フジテレビアナウンサー)

2009年10月よりゴールデンに昇格。

## ネット局
※全編ネットしていた局のみ記載。本枠内番組の単独ネット局についてはそれぞれの項を参照。
| 放送対象地域  | 放送局                                 | 放送日時                                      | 放送開始      | 放送終了      | 遅れ       |
| ------------- | -------------------------------------- | --------------------------------------------- | ------------- | ------------- | ---------- |
| 関東広域圏    | フジテレビ（CX） 『バニラ気分!』制作局 | 土曜 12時00分 - 13時30分                      | 2005年4月2日  | 2009年9月26日 | 同時ネット |
| 石川県        | 石川テレビ（ITC）                      | 土曜 12時00分 - 13時30分                      | 2007年4月7日  | 2009年9月26日 | 同時ネット |
| 岡山県 香川県 | 岡山放送（OHK）                        | 土曜 12時00分 - 13時30分                      | 2009年7月4日  | 2009年9月26日 | 同時ネット |
| 広島県        | テレビ新広島（TSS）                    | 土曜 12時00分 - 13時30分                      | 2005年4月2日  | 2009年9月26日 | 同時ネット |
| 長崎県        | テレビ長崎（KTN）                      | 土曜 12時00分 - 13時30分                      | 2008年7月5日  | 2009年9月26日 | 同時ネット |
| 熊本県        | テレビ熊本（TKU）                      | 土曜 13時00分 - 14時30分 →15時00分 - 16時30分 | 2007年4月7日  | 不明          |            |
| 鹿児島県      | 鹿児島テレビ（KTS）                    | 土曜 12時00分 - 13時30分                      | 2007年10月6日 | 2009年9月26日 |            |

## 補足
- 2008年6月14日は岩手・宮城内陸地震発生のため、FNN報道特別番組に差し替えたため、フジテレビ以外の同時ネット局では番組休止となった（当日予定分は、6月19日に「チャンネルα」枠の14時07分〜15時00分に再編集したものが振替放送された）。
- 2009年4月4日はテポドン誤報の臨時ニュースが入ったため途中で打ち切りになった。